# Philhygra debilis
Philhygra debilis är en skalbaggsart som först beskrevs av Wilhelm Ferdinand Erichson 1837.  Philhygra debilis ingår i släktet Philhygra, och familjen kortvingar. Arten är reproducerande i Sverige.